# Église Saint-Martin de Hontanx
L'église Saint-Martin se situe sur la commune de Hontanx, dans le département français des Landes. Son clocher, dit tour de Hontanx, est inscrit aux monuments historiques par arrêté du 27 juin 1962.

## Présentation
La tour de Hontanx, faisant jadis partie de l'enceinte de la bastide médiévale, était un élément défensif et porte de ville. La route donnant accès à la ville passait par cette ouverture. Des fossés remplis d'eau entouraient l'enceinte de murailles.
La tour est construite en brique avec des hourds en bois. Des traces de la herse sont visibles. Au-dessus de la voûte d'entrée, une pièce servait de prison. Aujourd'hui accolée à l'église Saint-Martin, elle en est le clocher-porche.

## Galerie

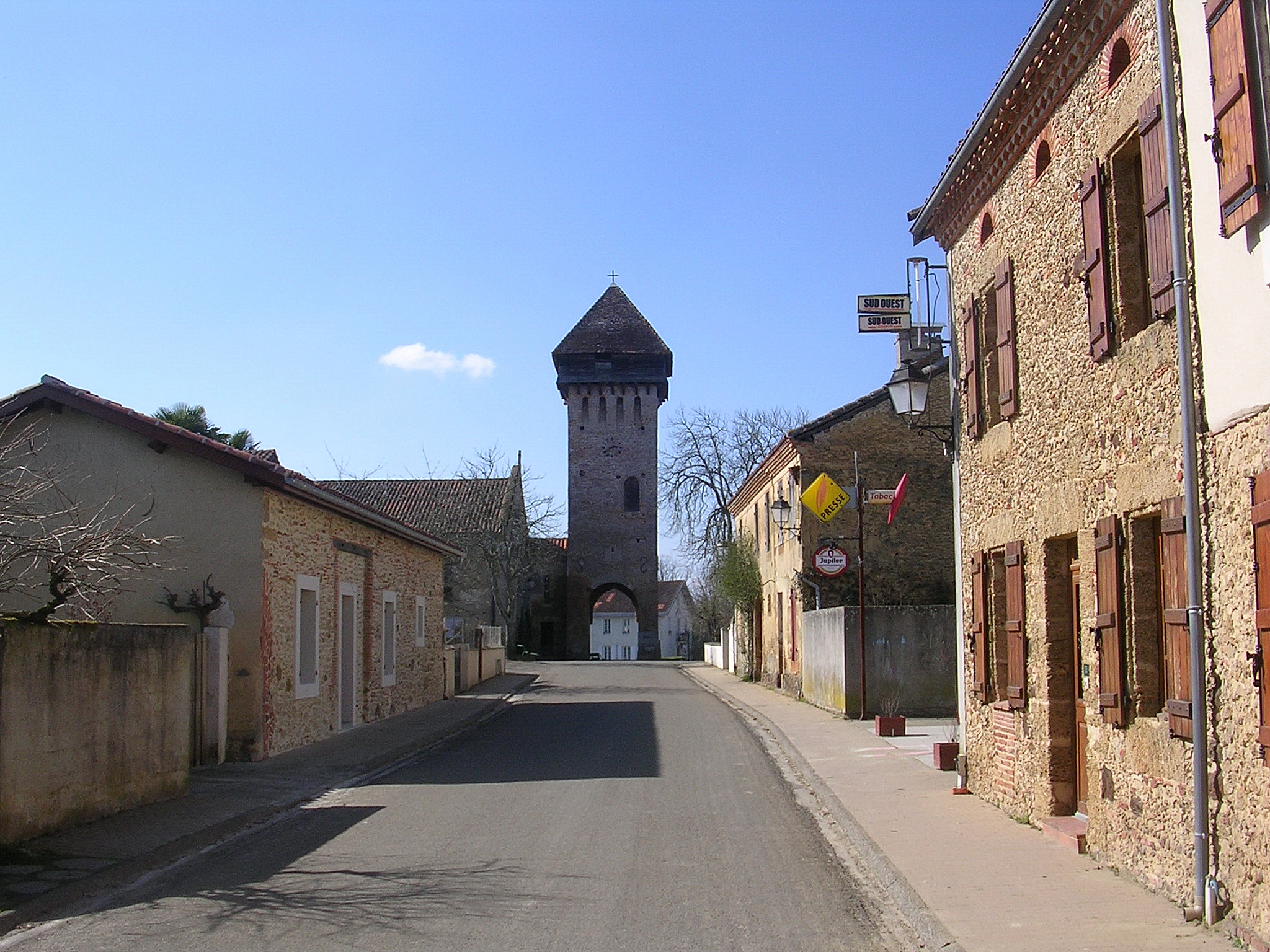
Clocher-porche vu de la rue centrale de Hontanx